# Homo sociologikus
Homo sociologikus је књига Ралфа Густава Дарендорфа објављена 1965. године.
Дарендорф закључује да је дошла прилика да се homo sociologicus провери применом на емпиријске проблеме, јер „само у случају да прође на испиту, homo sociologicus ће се преобразити из простог парадокса мишљења у истинског двојника (doppelgänger), у апроксимацију човека нашег искуства која је узнемирујућа". Дарендорф закључује да је неопходно даље проверавати његов постулат и колико је он оправдан у стварности, како би се дошло до финалног сазнања о томе шта је заправо homo sociologicus.